# Jennings Tofel
Jennings Tofel (także Isadore Tofel, Yehuda Tofel, przed 1905 Idel Taflewicz, Idel Taflowicz) (ur. 18 października 1891 w Tomaszowie Rawskim (Mazowieckim), zm. 7 września 1959 w Nowym Jorku) – malarz amerykański, ilustrator książek, poeta, eseista, teoretyk i krytyk sztuki, twórca pierwszego Żydowskiego Ośrodka Artystycznego w Nowym Jorku i Centrum Sztuki przy Kongresie Kultury Żydowskiej.

## Dzieciństwo
Urodził się jako Idel Taflewicz (Taflowicz) w wielodzietnej rodzinie żydowskiej (miał 3 starsze siostry Ittę, Zeldę, Mechlę i trzech młodszych braci Izraela Iccheka, Gedalię, Hila Lajba). Był synem Jakuba Józefa Taflewicza (Taflowicza) (ur. 1864), krawca damskiego, i Alty Chai z d. Berliner. W 1899 stracił matkę, która zmarła na tyfus. W młodości złamał ramię, które zrosło się niewłaściwie, dlatego przez całe życie miał zdeformowane ciało.

## Emigracja i edukacja
W 1905 opuścił rodzinne miasto i wyemigrował wraz z ojcem i rodzeństwem do Stanów Zjednoczonych. Urzędnik emigracyjny nadał mu imię Isadore Tofel, które później (w czasie studiów malarskich) zmienił na Jennings Tofel. Publikując eseje i poezje używał także biblijnego imienia Yehuda (po żydowsku Idel).
Zamieszkał w Nowym Jorku i tu ujawnił się jego talent artystyczny. Wstąpił do nowojorskiej szkoły malarstwa (Townsend Harris Hall Preparatory School).

## Grupa „Introspektywnych”
Po raz pierwszy Jennings Tofel zaprezentował własne obrazy w 1917 w Whitney Studio na wystawie „Introspective Art”. Wystawiał wraz z trzema innymi malarzami pochodzenia żydowskiego (Claude Buck, Abraham Harriton, Benjamin Kopman), którzy należeli do grupy „introspektywnych” („The Introspectives”). Tofel był głównym teoretykiem tej grupy „samoobserwantów”. W manifeście programowym inspirowanym symbolizmem europejskim Tofel przeciwstawił „powierzchownej, pobieżnej sztuce” sztukę „introspektywną”, która wnika w głąb, wyraża uczucie, imaginację i poezję artystyczną.
W 1919 miał pierwszą samodzielną wystawę w Bourgeoisie Galleries. Obrazy wystawiał głównie w Stanach Zjednoczonych (często wraz z innymi amerykańskimi artystami Oscarem Bluemnerem, Gastonem Lachaise, Josephem Stella).

## Krytyka
W czasopiśmie żydowskim „Szriftn”, wydawanym w Nowym Jorku, przedstawił i bardzo pozytywnie ocenił osiągnięcia łódzkiej grupy artystycznej „Jung Idysz”, zwłaszcza Jankiela Adlera (1895–1949), Henocha vel Henryka Barczyńskiego (1896–1941), Icchaka Meira Braunera (1887–1944). Oceny dorobku dokonywał na podstawie almanachu tej grupy wydanego w 1919.
W późniejszych wypowiedziach teoretycznych Tofel zarzucił starszemu pokoleniu artystów żydowskich, że porzucili własne korzenie zbyt szybko i zbyt radykalnie. Zalecał stworzenie wspólnoty artystów, która tworzyłaby sztukę żydowską poprzez zanurzenie się w wyblakłym dziedzictwie kulturalnym. W 1925 wraz z Benjaminem Kopmanem (1887–1966) oraz z Dawidem Ignatoffem (1884–1954), wydawcą pisma „Szriftn” i liderem grupy awangardowej zwanej „Die Junge”, Tofel założył Żydowski Ośrodek Artystyczny (Jewish Art Center) w Nowym Jorku. Artyści pragnęli uwydatnić wagę tradycyjnej kultury i sztuki żydowskiej, która bardzo szybko zanikała na nowym kontynencie.
Tofel pisał liczne artykuły dotyczące sztuki i problematyki żydowskiej w nowojorskich czasopismach żydowskich „Freie Arbeiter Stimme”, „Zukunft”, „In zikh”, „Oyfkum”, „Brikn”, „Hemshekh”. Nawiązując do tematyki biblijnej porównał ducha, którym próbował przepoić każde swoje dzieło malarskie, do ducha Boga, który pozostaje niewidoczny w świątyni wewnątrz tabernakulum. Tofel zalecał tchnąć w każdy obraz ducha jakieś niezidentyfikowanej świętości, która rodzi się w duszy artysty podczas tworzenia. Krytykował artystów żydowskich za podejmowanie tematyki chrystologicznej, która jest z gruntu obca ich rodzimej kulturze.

## Dwie podróże artystyczne do Europy
W 1925 Tofel wyjechał do Europy na czteroletnie studia malarskie. Przebywał m.in. w Paryżu i Berlinie. Powrócił do Stanów w 1928. W roku 1929 uzyskał kolejne stypendium i wyjechał do Europy. Odwiedził wtedy rodzinne miasto Tomaszów Mazowiecki. Tam poznał 25-letnią tomaszowiankę Surę Perlę Wajsberg (Weissberg) (ur. 17 lipca 1904), swą przyszłą żonę i długoletnią partnerkę. Ślub religijny, udzielony przez rabina miasta Tomaszowa Samuela Brota, odbył się 24 czerwca 1929 w Synagodze w Tomaszowie Mazowieckim po krótkim okresie narzeczeństwa (zapowiedzi nastąpiły 8, 15 i 22 czerwca 1929). W podróż poślubną udał się do Paryża, a stamtąd powrócił do Nowego Jorku.
Obrazy wykonane w Europie wystawiał w 1931 w SPR Gallery w Nowym Jorku.

## Trudy życia artystycznego
Powrót Tofela do Ameryki nastąpił w momencie wielkiego kryzysu lat trzydziestych. Kryzys finansowy spowodował zanik zainteresowania sztuką, toteż trud utrzymania rodziny spadł na żonę Surę Perlę (Pearl Tofel). Tofel zajmował się działalnością twórczą, ale jego zarobki były niewielkie. Jedynie pomoc przyjaciół i sympatyków artysty umożliwiły mu dalszą działalność. Dzięki nim otrzymywał zlecenia na wykonanie portretów i ilustracji do rozmaitych publikacji. Stworzył m.in. ilustracje do tomiku poetyckiego Nochema Bomze pt. A khasene in harbst: lider [Wesele w jesieni: Wiersze] (Nowy Jork 1949).

## Ostatnie lata życia
Pod koniec życia był bardzo czynny, wiódł niestabilny tryb życia, zmieniał miejsca zamieszkania, dużo tworzył i pisał mimo długoletnich, bolesnych dolegliwości i kłopotów finansowych. Po powstaniu państwa Izrael odwiedził Palestynę. W Izraelu miał też własne wystawy. W działalności artystycznej pozostał wierny tematyce żydowskiej i poglądom głoszonym w młodości.
W 1959 jego stan zdrowia gwałtownie się pogorszył. Zmarł nagle 7 września 1959. Nie miał dzieci.
Tofel prowadził ożywioną korespondencję z licznymi pisarzami i malarzami żydowskimi. Pozostawił po sobie liczne pisma (w większości) niewydane. Eseje, poematy, pisma autobiograficzne, włączając wspomnienie o życiu rodzinnym sprzed okresu emigracji.

## Wystawy pośmiertne
Retrospektywne, pośmiertne wystawy zostały zorganizowane w Zabriskie Gallery w Nowym Jorku w 1964 oraz niezależnie w Park Bernet Galleries.
W 1976 Arthur Granick, bliski przyjaciel i patron artysty, przygotował i wydał obszerny tom, zawierający aż 192 reprodukcje obrazów Jenningsa Tofela (63 kolorowe i 129 biało-czarne). Obrazy Tofela znajdują się we wszystkich renomowanych muzeach amerykańskich.